# 前郷 (横手市)
前郷（まえごう）は、秋田県横手市の大字。郵便番号は013-0042。人口は318人、世帯数は120世帯（2020年10月1日現在）。住居表示は全域で未実施。旧平鹿郡横手町大字前郷、旧平鹿郡横手前郷村（前郷村とも）に相当し、かつては市内中心部を広く含んでいたが、住居表示の実施や換地処分により、2025年現在はそのいずれも未実施の残余のみ残る。

## 地理
住居表示の実施が進んだことにより、複数の飛び地が分散して存在する。1つは市街地西部、横手駅の西側一帯である。この地域は南北に国道13号（横手バイパス）が縦貫しており、バイパス開通以前は主に水田が広がり、わずかに住宅が広がっていた。1966年の開通以降は、沿線にロードサイド店舗が立ち並ぶようになった。もう一つは市街地南東部の前郷地区である。北東端を横手川が北流し、北境付近には旧平和街道と、それに並行する形でJR北上線が東西に横断している。さらに、北西端を国道107号のバイパス線がかすめるように通過する。それ以外は山地で占められており、国道沿いの丘陵地ではリンゴの栽培が行われている。兀山（はげやま）には前郷霊園が立地し、その近隣には横手市東部斎場も所在している。
全域が都市計画区域に含まれるが、区域区分非設定区域となっている。都市計画法上の用途地域では国道13号、107号沿いが準工業地域に、兀山付近が第一種住居地域に指定されており、それ以外は未指定。

### 小字
2024年（令和6年）10月5日時点での「横手市（秋田地方法務局大曲支局）登記所備付地図データ」、デジタル庁公表の「アドレス・ベース・レジストリ」の「秋田県 横手市 町字マスター（フルセット） データセット」、横手市公表のオープンデータによれば、前郷の小字は以下の通りである。
| 町・字 | 町・字       | 出典 | 出典         | 出典       |
| 大字   | 小字         | 登記 | 町字マスター | 行政区一覧 |
| ------ | ------------ | ---- | ------------ | ---------- |
| 前郷   | 字岩瀬       | ○    | ○            | ○          |
| 前郷   | 字下横山     | ○    | ○            | ○          |
| 前郷   | 字下三枚橋   | ○    | ○            | ○          |
| 前郷   | 字萱沢       | ○    | ○            | ○          |
| 前郷   | 字元判場     | ○    | ○            | ○          |
| 前郷   | 字三井寺     | ○    | ○            | ○          |
| 前郷   | 字諸子沢     | ○    | ○            | ○          |
| 前郷   | 字小横手沢   | ○    | ○            | ○          |
| 前郷   | 字上在家     | ○    | ○            | ○          |
| 前郷   | 字上三枚橋   | ○    | ○            | ○          |
| 前郷   | 字上松原     | ○    | ○            | ○          |
| 前郷   | 字城付       | ○    | ○            | ○          |
| 前郷   | 字水ケ沢     | ○    | ○            | ○          |
| 前郷   | 字水上沢     | ○    | ○            | ○          |
| 前郷   | 字西ケ坂     | ○    | ○            | ○          |
| 前郷   | 字大松倉     | ○    | ○            | ○          |
| 前郷   | 字大乗院塚   | ○    | ○            | ○          |
| 前郷   | 字田名子谷地 | ○    | ○            | ○          |
| 前郷   | 字東松原     | ○    | ○            | ○          |
| 前郷   | 字藤兵エ沢   | ○    | ○            | ○          |
| 前郷   | 字豆干台     | ○    | ○            | ○          |
| 前郷   | 字八ツ口     | ○    | ○            | ○          |
| 前郷   | 字本郷       | ○    | ○            | ○          |
| 前郷   | 字無沢       | ○    | ○            | ○          |
| 前郷   | 字兀山       | ○    | ○            | ○          |

## 歴史
前郷字三井寺や同字西ヶ坂、同字大乗院塚からは縄文時代前期の土器や大量の石片などが出土しており、先住民族が古くから居住していたと考えられる。これらは三井寺遺跡、西ヶ坂遺跡、大乗院塚遺跡と呼ばれる。
正保4年（1647年）の『出羽国知行高目録 下』には、横手前郷村は1,005石余（田方909石余、畠方96石余）とある。享保15年（1730年）の『六郡郡邑記』では、家数73軒、うち30軒は借家とあり、これは横手町と接続して家並を形成し、駅場を務めるための借家であると考えられる。支郷にはホン郷村（家数17軒）、松原村（同4軒）、八ツ口三枚橋村（同2軒）があった。当時の横手前郷村は、横手川を隔てて東は大沢村、南は安田村、北は横手町に接しており、菅江真澄の『雪の出羽路 平鹿郡』では、横手の鍛冶町から町在の差別なく軒を並べて集落が続いている点を特色として挙げており、羽州街道が村内を南北に貫いていた。村の北部は俗称山崎と呼ばれ、山崎からは山内村を経て南部藩（岩手県）に至る小松川街道が分かれ、横手城下の横手町を包囲する関根村、八幡村とともに横手町駅馬（伝馬）の加駅馬（加伝馬）を勤めていた。
1889年4月1日、町村制施行に伴い、平鹿郡所属の横手町と横手前郷村が合併し、平鹿郡横手町が成立。横手前郷村は横手町大字前郷となった。
1965年から横手市内で住居表示が実施され、前郷の一部が同年に上内町、1966年に清川町・田中町・駅前町・前郷一番町・前郷二番町・神明町・平和町・南町・横山町、1976年に本郷町・旭川一丁目・旭川二丁目・旭川三丁目として新たに発足し、住居表示されずに残った地域が現在も横手市前郷として存続している。2009年（平成21年）には、駅西地区土地区画整理事業に伴い、一部が条里一丁目に、2020年（令和2年）には、三枚橋地区土地区画整理事業に伴い、一部が駅西一丁目・駅西二丁目・駅西三丁目となっている。

### 町名の変遷
| 実施後     | 実施前（特記なければ各字ともその一部） | 実施前（特記なければ各字ともその一部） | 実施年月日                |
| 町丁       | 大字                                   | 小字                                   | 実施年月日                |
| ---------- | -------------------------------------- | -------------------------------------- | ------------------------- |
| 清川町     | 前郷                                   | 字水上                                 | 1966年（昭和41年）4月1日  |
| 田中町     | 前郷                                   | 字囲ノ内                               | 1966年（昭和41年）4月1日  |
| 駅前町     | 前郷                                   | 字上横山                               | 1966年（昭和41年）4月1日  |
| 駅前町     | 前郷                                   | 字礼堂                                 | 1966年（昭和41年）4月1日  |
| 駅前町     | 前郷                                   | 字外不瀬                               | 1966年（昭和41年）4月1日  |
| 駅前町     | 前郷                                   | 字下横山                               | 1966年（昭和41年）4月1日  |
| 駅前町     | 前郷                                   | 字上三枚橋                             | 1966年（昭和41年）4月1日  |
| 駅前町     | 前郷                                   | 字下三枚橋                             | 1966年（昭和41年）4月1日  |
| 前郷一番町 | 前郷                                   | 字囲ノ内                               | 1966年（昭和41年）4月1日  |
| 前郷一番町 | 前郷                                   | 字礼堂                                 | 1966年（昭和41年）4月1日  |
| 前郷二番町 | 前郷                                   | 字上横山                               | 1966年（昭和41年）4月1日  |
| 前郷二番町 | 前郷                                   | 字外不瀬                               | 1966年（昭和41年）4月1日  |
| 前郷二番町 | 前郷                                   | 字礼堂                                 | 1966年（昭和41年）4月1日  |
| 神明町     | 前郷                                   | 字三井寺                               | 1966年（昭和41年）4月1日  |
| 神明町     | 前郷                                   | 字中山                                 | 1966年（昭和41年）4月1日  |
| 神明町     | 前郷                                   | 字上横山                               | 1966年（昭和41年）4月1日  |
| 神明町     | 前郷                                   | 字礼堂                                 | 1966年（昭和41年）4月1日  |
| 平和町     | 前郷                                   | 字三井寺                               | 1966年（昭和41年）4月1日  |
| 平和町     | 前郷                                   | 字岩瀬                                 | 1966年（昭和41年）4月1日  |
| 平和町     | 前郷                                   | 字水上                                 | 1966年（昭和41年）4月1日  |
| 平和町     | 前郷                                   | 字囲ノ内                               | 1966年（昭和41年）4月1日  |
| 南町       | 前郷                                   | 字三井寺                               | 1966年（昭和41年）4月1日  |
| 南町       | 前郷                                   | 字上松原                               | 1966年（昭和41年）4月1日  |
| 南町       | 前郷                                   | 字中山                                 | 1966年（昭和41年）4月1日  |
| 南町       | 前郷                                   | 字下松原                               | 1966年（昭和41年）4月1日  |
| 南町       | 前郷                                   | 字大乗院塚                             | 1966年（昭和41年）4月1日  |
| 南町       | 前郷                                   | 字礼堂                                 | 1966年（昭和41年）4月1日  |
| 横山町     | 前郷                                   | 字下松原                               | 1966年（昭和41年）4月1日  |
| 横山町     | 前郷                                   | 字上横山                               | 1966年（昭和41年）4月1日  |
| 横山町     | 前郷                                   | 字下横山                               | 1966年（昭和41年）4月1日  |
| 清川町     | 前郷                                   | 字岩瀬                                 | 1976年（昭和51年）4月1日  |
| 清川町     | 前郷                                   | 字田名子谷地                           | 1976年（昭和51年）4月1日  |
| 本郷町     | 前郷                                   | 字田名子谷地                           | 1976年（昭和51年）4月1日  |
| 本郷町     | 前郷                                   | 字本郷                                 | 1976年（昭和51年）4月1日  |
| 本郷町     | 前郷                                   | 字上在家                               | 1976年（昭和51年）4月1日  |
| 旭川一丁目 | 前郷                                   | 字田名子谷地                           | 1976年（昭和51年）4月1日  |
| 旭川二丁目 | 前郷                                   | 字田名子谷地                           | 1976年（昭和51年）4月1日  |
| 旭川二丁目 | 前郷                                   | 字本郷                                 | 1976年（昭和51年）4月1日  |
| 旭川三丁目 | 前郷                                   | 字本郷                                 | 1976年（昭和51年）4月1日  |
| 平和町     | 前郷                                   | 字岩瀬                                 | 1976年（昭和51年）4月1日  |
| 平和町     | 前郷                                   | 字田名子谷地                           | 1976年（昭和51年）4月1日  |
| 条里一丁目 | 前郷                                   | 字下三枚橋                             | 2009年（昭和51年）2月23日 |
| 駅西一丁目 | 前郷                                   | 字下三枚橋                             | 2020年（令和2年）8月24日  |
| 駅西一丁目 | 前郷                                   | 字上三枚橋                             | 2020年（令和2年）8月24日  |
| 駅西二丁目 | 前郷                                   | 字上三枚橋                             | 2020年（令和2年）8月24日  |
| 駅西二丁目 | 前郷                                   | 字下横山                               | 2020年（令和2年）8月24日  |
| 駅西三丁目 | 前郷                                   | 字下横山                               | 2020年（令和2年）8月24日  |

## 世帯数と人口
2020年（令和2年）10月1日現在の世帯数と人口は以下の通りである。
| 大字 | 小字       | 世帯数  | 人口  |
| ---- | ---------- | ------- | ----- |
| 前郷 | 字上三枚橋 | 2世帯   | 8人   |
| 前郷 | 字上在家   | 42世帯  | 114人 |
| 前郷 | 字大乗院塚 | 14世帯  | 29人  |
| 前郷 | 字東松原   | 31世帯  | 69人  |
| 前郷 | 字上松原   | 30世帯  | 79人  |
| 前郷 | 字八ツ口   | 1世帯   | 19人  |
| 計   | 計         | 120世帯 | 318人 |

## 小・中学校の学区
市立小・中学校に通う場合、学区（校区）は以下の通りとなる。
| 番地 | 小学校               | 中学校               |
| ---- | -------------------- | -------------------- |
| 全域 | 横手市立横手南小学校 | 横手市立横手南中学校 |

## 交通

### 鉄道
北上線が通っているが、駅はない。最寄り駅は■奥羽本線、■北上線の横手駅。

### 道路
- 国道107号
- 秋田県道272号御所野安田線
- 雄平東部広域農道（雄平フルーツライン）